# Málfríður Erna Sigurðardóttir
Málfríður Erna Sigurðardóttir (* 30. Mai 1984 in Reykjavík) ist eine ehemalige isländische Fußballspielerin.

## Karriere

### Vereine
Málfríður Erna spielte im Seniorinnenbereich von 2003 bis 2011 zunächst für Valur Reykjavík. Durchgängig mit der Mannschaft in der Besta deild kvenna, der höchsten Spielklasse im isländischen Frauenfußball, vertreten, trug sie mit ihren 162 Punktspielen und 23 Toren zu sechs Meisterschaften wie auch in 27 Spielen um den nationalen Vereinspokal zu zwei Erfolgen bei. Ihr erstes Ligaspiel für den Verein bestritt sie am 27. Mai 2000 bei der 0:2-Niederlage im Heimspiel gegen den ÍBV Vestmannaeyja mit Einwechslung für Rakel Logadóttir in der 72. Minute. Ihr erstes Tor gelang ihr am 22. Juni 2003 beim 4:1-Sieg im Auswärtsspiel gegen die seinerzeit bestehende Spielgemeinschaft Þór/KA/KS mit dem Treffer zum 1:1 in der 50. Minute. Für die Mannschaft bestritt sie bei jeweils zwei Teilnahmen am Wettbewerb um den UEFA Women’s Cup und der 
UEFA Women’s Champions League jeweils vier in Hin- und Rückspiel ausgetragene Begegnungen.
Mit dem Ligakonkurrenten Breiðablik Kópavogur, dem sie in den Spielzeiten 2015 und 2016 angehörte, gewann sie zunächst die Meisterschaft, zu der sie in 18 Punktspielen und einem Tor beigetragen hatte, im Jahr darauf den nationalen Vereinspokal; im Pokalwettbewerb trug sie mit vier Einsätzen dazu bei. Am 5. und 12. Oktober 2016 bestritt sie im Wettbewerb der Champions League das Hin- und Rückspiel gegen den FC Rosengård (0:1, 0:0) in der ersten Finalrunde.
In die Hauptstadt zurückgekehrt, gehörte sie ein zweites Mal Valur Reykjavík an. Vom 27. April 2017 bis zum 29. Juli 2020 wurde sie in 45 Punktspielen eingesetzt, in denen sie drei Tore erzielte. Am Ende der Spielzeit 2019 gewann sie erneut die Meisterschaft, dazu den Reykjavík-Pokal, den sie bereits mit dem Verein 2014, 2017 und 2018 gewonnen hatte. 
Ein erneut vorgenommener Vereinswechsel führte sie nach Garðabær zum dort ansässigen Ligakonkurrenten UMF Stjarnan. Für diese Mannschaft bestritt sie vom 6. September 2020 bis zum 6. Oktober 2023 57 Punktspiele und erzielte erneut drei Tore. Am Ende der Spielzeit 2023 gelang ihr und ihrer Mannschaft ein Dreifach-Titelerfolg.
Ein drittes Mal Valur Reykjavík zugehörig, kam sie noch einmal in zehn Punktspielen der Spielzeit 2024 zum Einsatz und zu zwei Pokaltiteln. Das letzte Spiel ihrer Karriere dauerte 45 Minuten der zweiten Spielzeit und wurde am 28. September mit 2:1 bei Víkingur Reykjavík gewonnen.

### Nationalmannschaft
Málfríður Erna debütierte als Nationalspielerin für den KSÍ in der U16-Nationalmannschaft, für die sie in den Spieljahren 2000 und 2001 jeweils vier Länderspiele bestritt. Ihr Debüt erfolgte am 3. Juli 2000 bei der 1:6-Niederlage gegen die U16-Nationalmannschaft Deutschlands. Ihr letztes Länderspiel wurde am 7. Juli 2001 ebenfalls verloren; die U16-Nationalmannschaft der Niederlande entschied die Begegnung mit 4:3 für sich.
Vom 8. September 2000 bis zum 6. Oktober 2002 bestritt sie 13 Länderspiele für die U19-Nationalmannschaft – allesamt EM-Qualifikationsspiele. Ihr Debüt in dieser Altersklasse gelang mit dem 3:0-Sieg über die U19-Nationalmannschaft Moldaus; ihr letztes Länderspiel endete mit einem 2:2-Unentschieden gegen die U19-Nationalmannschaft Belgiens.
Vom 2. Juli 2002 bis zum 22. Juli 2006 bestritt sie in fünf Spieljahren jeweils vier Länderspiele für die U21-Nationalmannschaft. Sowohl ihr erstes als auch ihr letztes Länderspiel endete mit einer 0:1-Niederlage gegen die U21-Nationalmannschaften Finnlands und Schwedens.
In der A-Nationalmannschaft wurde sie in den Spieljahren 2003 (6/0), 2004 (7/0), 2006 (5/0), 2010 (1/0), 2011 (3/0), 2016 (6/0) und 2017 (5/2) in insgesamt 33 Länderspielen berücksichtigt. Ihr Debüt erfolgte in einem Freundschaftsspiel in den Vereinigten Staaten und endete am 16. Februar 2003 mit der 0:1-Niederlage gegen die US-amerikanische Nationalmannschaft in Charleston, wie auch ihr letztes Länderspiel am 13. Juni 2017 beim ersten Aufeinandertreffen mit der Nationalmannschaft Brasiliens im Laugardalsvöllur in Reykjavík.
Zwischen diesen beiden Begegnungen wurde sie in acht weiteren Freundschaftsspielen eingesetzt, wie auch in (den ersten) sieben Spielen der EM-Qualifikationsgruppe 3 und im Ausscheidungsrückspiel am 13. November in Oslo bei der 1:2-Niederlage gegen die Nationalmannschaft Norwegens. Vier weitere EM-Qualifikationsspiele bestritt sie mit dem vierten Spiel der Gruppe 3 (1:0 vs. Ungarn am 22. Oktober 2011 in Pápa) und mit dem fünften bis siebten Spiel der Gruppe 1 am 3. und 7. Juni und am 16. September 2016 (4:0 vs. Schottland in Falkirk, 8:0 vs. Mazedonien. 4:0 vs. Slowenien; jeweils in Reykjavík). Sie wurde ferner im vierten bis sechsten und achten Spiel der WM-Qualifikationsgruppe 2 sowie im achten Spiel der Gruppe 1 (3:0 vs. Kroatien am 22. Juni 2010 in Reykjavík) eingesetzt. Mit der Mannschaft nahm sie auch am Turnier um den Algarve-Cup 2011, 2016 und 2017 teil. Bei ihrer ersten Teilnahme wurde sie im dritten Spiel der Gruppe B (1:0 vs. Dänemark) und im Finale in der Nachspielzeit für Sara Björk Gunnarsdóttir eingesetzt; es endete am 9. März mit der 2:4-Niederlage gegen die US-amerikanische Nationalmannschaft im Estádio Algarve. In den folgenden Turnieren kam sie in jeweils einem Gruppen- und Platzierungsspiel zum Einsatz; in ihrem letzten Turnierspiel am 8. März 2017 in Parchal gelangen ihr beim 2:1-Sieg über die Nationalmannschaft Chinas im Spiel um Platz 9 ihre einzigen beiden Länderspieltore ihrer Karriere.

### Erfolge
Nationalmannschaft
- Algarve-Cup-Finalist 2011, -Dritter 2016

Valur Reykjavík
- Isländischer Meister 2004, 2006 – 2010, 2019
- Isländischer Pokalsieger 2010, 2011, 2024
- Isländischer Superpokalsieger 2010, 2016
- Isländischer Ligapokalsieger 2017, 2024
- Reykjavík-Pokalsieger 2014, 2017, 2018, 2019

UMF Stjarnan
- Isländischer Pokalsieger 2023
- Isländischer Superpokalsieger 2023
- Isländischer Ligapokalsieger 2023

Breiðablik Kópavogur
- Isländischer Meister 2015
- Isländischer Pokalsieger 2016